# داکوتا جانسون
داکوتا مایی جانسن (انگلیسی: Dakota Mayi Johnson؛ زادهٔ ۴ اکتبر ۱۹۸۹) بازیگر و مدل آمریکایی است. وی از سال ۱۹۹۹ میلادی تاکنون مشغول فعالیت بوده‌است.
از فیلم‌ها یا برنامه‌های تلویزیونی که وی در آن نقش داشته‌است می‌توان به بن و کیت، شبکه اجتماعی، حیوان‌صفت و ایفای نقش آناستازیا استیل در فیلم پنجاه طیف خاکستری اشاره کرد. وی نوه بازیگر مشهور تیپی هدرن است که بیشتر با فیلم پرندگان آلفرد هیچکاک شناخته می‌شود.

## اوایل زندگی
جانسون در آستین، تگزاس متولد شد. او دختر بازیگران دان جانسون و ملانی گریفیث است. از طرف مادری، او نوه مدیر تبلیغاتی و بازیگر سابق، پیتر گریفیث و بازیگر برنده گلدن گلوب، تیپی هدرن و خواهرزاده ناتنی تریسی گریفیث بازیگر است. پدرخوانده سابقش آنتونیو باندراس است. او شش خواهر و برادر ناتنی دارد: چهارتا از سمت پدری و دوتا از سمت مادری.
بازیگر نسل سوم هالیوود، داکوتا جانسون، به مدرسه اسپن در کولورادو رفت. بعداً برای سال اول دبیرستان به مدرسه سانتا کاتالینا در کالیفرنیا رفت تا اینکه به مدرسه نیورودز در کالیفرنیا منتقل شد. او در کودکی به رقص علاقه‌مند بود. در ۱۲ سالگی بعد از حضور در مجله مد نوجوانان به مدلینگ علاقه‌مند شد.

## زندگی شخصی
جانسون قبلاً در رابطه‌ای طولانی مدت با نوئا گرش، موسیقی‌دان، و سپس جوردن مسترسون بازیگر بود. از ژوئیه ۲۰۱۴، به مدت دو سال با متیو هیت، مدل و خواننده انگلیسی قرار می‌گذاشت. از اوایل سال ۲۰۱۷ با کریس مارتین در رابطه است.

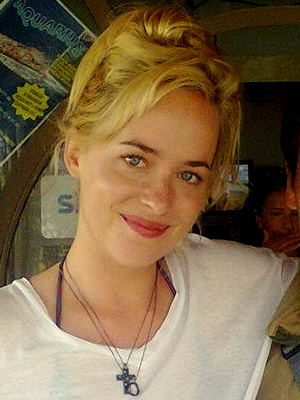
در سال ۲۰۱۴

در پاسخ به سؤالی که با توجه به نقشش در پنجاه طیف گری، دربارهٔ نظر او دربارهٔ حقوق جنسیتی پرسیده شد، جانسون اعلام کرد: "من به این فیلم افتخار می‌کنم. من کاملاً با کسانی که فکر می‌کنند آنا ضعیف است، مخالفم. فکر می‌کنم او در واقع از کریستین قوی تر است. هرکاری که می‌کند به اختیار خودش است. به‌علاوه من مدافع حقوق زنان هستم که می‌توانند با بدنشان هرکاری که می‌خواهند انجام دهند و نباید بابت خواسته‌هایشان شرمنده باشند
جانسون از علاقه ‌مندان به خالکوبی است و شعری از مارگوت بیکل را به فارسی بر روی ساعدش خالکوبی کرده است:
‎«عشق، عشق می‌آفریند»

## مسیر شغلی

### بازیگری
در ۱۹۹۹، جانسون. کارش را با فیلم دیوانه در آلاباما شروع کرد. در این فیلم او و خواهر ناتنیش، استلا باندراس، نقش دختران مادر واقعیشان، ملانی گریفیث را بازی کردند. کارگردان این فیلم، پدرخوانده اش، آنتونیو باندراس بود.
او در سال ۲۰۰۶، به عنوان بانوی گلدن گلاب انتخاب شد و اولین بانوی نسل دومی گلدن گلاب شد (مادر او، ملانی گریفیث، در سال ۱۹۷۵ به عنوان بانوی گلدن گلاب انتخاب شده بود).
وقتی از دبیرستان فارغ‌التحصیل شد، با آژانس ویلیام ماریس قرارداد بست و بازیگری خود را شروع کرد. او در فیلم شبکه اجتماعی، محصول سال ۲۰۱۰ به کارگردانی دیوید فینچر ظاهر شد. در سال‌های ۲۰۱۱ و ۲۰۱۲ در نقش‌های کوچکی در فیلم‌های حیوان صفت، برای الن، بزها، به کارگردانی کریستوفر نیل، پنج سال نامزدی از نیکلاس استولر و فیلم موفق خیابان جامپ شماره ۲۱ ظاهر شد.

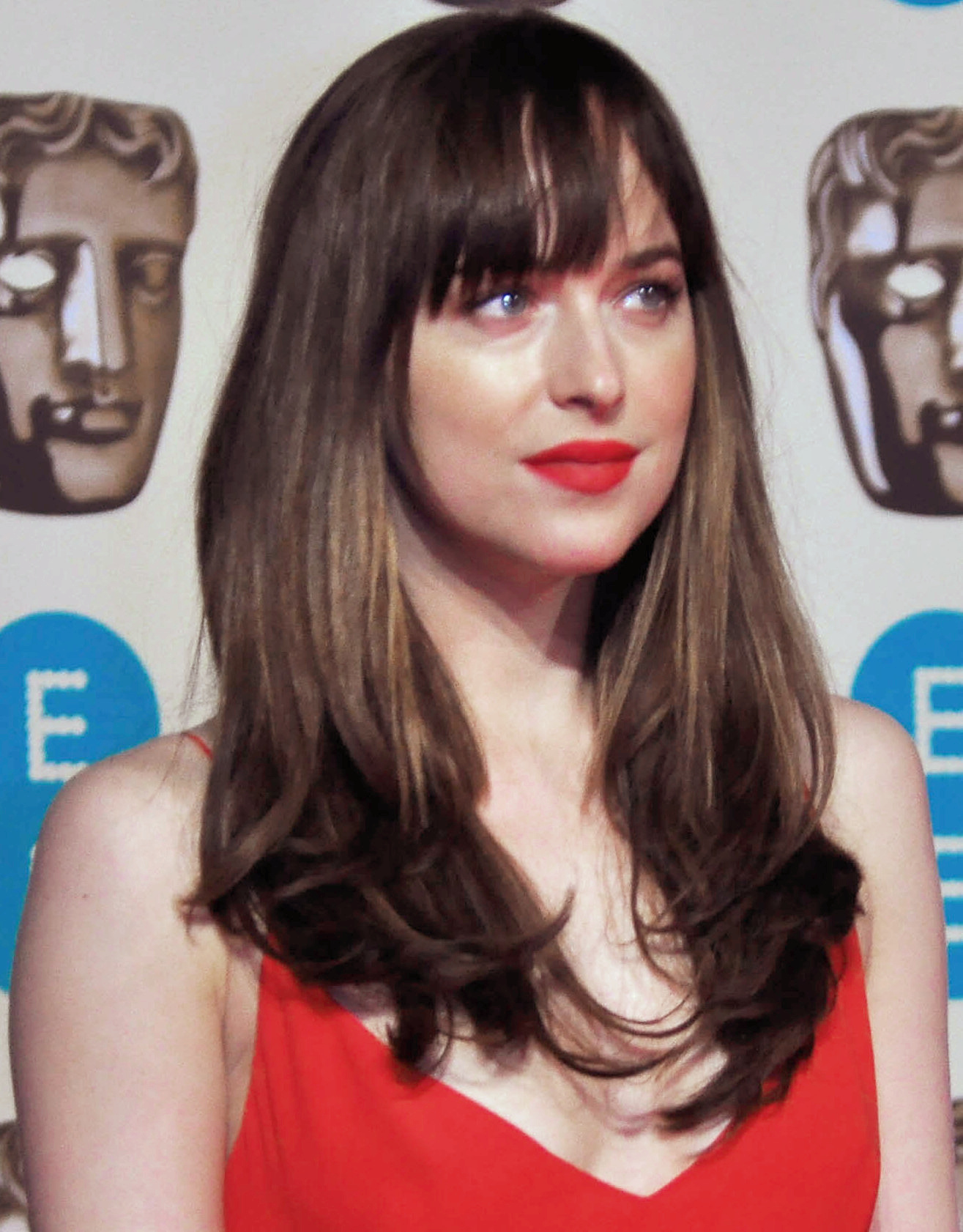
جانسون در جشنواره فیلم لوکارنو

در مارس ۲۰۱۲، جانسون در سریال کمدی شبکه فاکس، بن و کیت، نقش کیت را گرفت و اولین حضور تلویزیونی خود را ایفا کرد. این برنامه در ۲۵ ژانویه ۲۰۱۳، بعد از یک فصل کنسل شد، وی همچنین در سال ۲۰۱۳، در قسمت پایانی «دفتر» حاضر شد. او به‌سرعت به سینما بازگشت و در سال ۲۰۱۴ در جنون سرعت بازی کرد. همین‌طور در فیلم قرار و تغییر، نقش اول زن بود. هم چنین در فیلم مدرن و اقتباسی از ویلیام شکسپیر، با نام سیمبلین، محصول سال ۲۰۱۵ در نقش ایموجین ظاهر شد، او در همین سال در مقابل جانی دپ در فیلم عشاء ربانی سیاه، و در کنار بازیگرانی چون تیلدا سوینتن، ماتیاس اسخونارتس و رالف فاینز، در فیلم شیرجه، کاری از لوکا گوادانینو نقش‌آفرینی کرد.
جانسون موفق شد برای فیلم اقتباسی پنجاه سایه گری نقش آناستازیا استیل را به دست بیاورد. او در فیلم‌های پنجاه طیف تاریک‌تر و پنجاه طیف آزادی دوباره در این نقش ظاهر شد. با وجود انتقادات گسترده از فیلم و نحوه ایفای نقش او توسط منتقدان، سه‌گانه پنجاه طیف موجب موفقیت و شناخته شدن این بازیگر شد.
در سال ۲۰۲۱، او در فیلم دختر گمشده به کارگردانی مگی جیلنهال با الیویا کلمن هم‌بازی شد. در سال ۲۰۲۲، او در فیلم اقتباسی از رمان ترغیبِ جین آستن، نقش اول را بازی کرد. جانسون در سال ۲۰۲۴ نقش مادام وب را در فیلمی به همین نام بازی کرد. داستان این فیلم در دنیای مرد عنکبوتی سونی جریان دارد و پس از اکران با نظرات منفی منتقدان روبه‌رو شد.

### مدلینگ
در سال ۲۰۰۶، جانسون با آی‌ام‌جی مادلز قرارداد بست. اگرچه بازیگری شغل اصلی اوست، اما برای شلوار جین‌های منگو در سال ۲۰۰۹ مدل بود. در سال ۲۰۱۱ نیز برای شرکت استرالیایی «ویش» مدل شد.

## فیلم‌شناسی

### فیلم
| سال  | عنوان                 | نقش                   |
| ---- | --------------------- | --------------------- |
| ۱۹۹۹ | دیوانه در آلاباما     | ساندرا                |
| ۲۰۱۰ | شبکه اجتماعی          | آملیا ریتر            |
| ۲۰۱۱ | حیوان صفت             | اسلون هگن             |
| ۲۰۱۲ | برای الن              | سیندی تیلور           |
| ۲۰۱۲ | بزها                  | مینی                  |
| ۲۰۱۲ | خیابان جامپ شماره ۲۱  | فوگیزی                |
| ۲۰۱۲ | پنج سال نامزدی        | ائودری                |
| ۲۰۱۴ | قرار و تغییر          | ام                    |
| ۲۰۱۴ | جنون سرعت             | آنیتا                 |
| ۲۰۱۵ | سیمبلین               | ایموجن                |
| ۲۰۱۵ | پنجاه طیف گری         | آناستازیا استیل       |
| ۲۰۱۵ | کلویی و تیئو          | کلویی                 |
| ۲۰۱۵ | عشاء ربانی سیاه       | لیندسی سیر            |
| ۲۰۱۵ | شیرجه                 | پنلوپه                |
| ۲۰۱۶ | چگونه مجرد باشیم      | آلیس                  |
| ۲۰۱۷ | پنجاه طیف تاریک‌تر     | آناستازیا استیل       |
| ۲۰۱۸ | پنجاه طیف آزادی       | آناستازیا استیل       |
| ۲۰۱۸ | سوسپیریا              | سوزی بنیون            |
| ۲۰۱۸ | اوقات بد در ال‌رویال   | امیلی سامرسپرینگ      |
| ۲۰۱۹ | زخم‌ها                 | کری                   |
| ۲۰۱۹ | شاهین کره بادام زمینی | اِلنور                 |
| ۲۰۱۹ | دوست ما               | نیکول تیگ             |
| ۲۰۲۰ | مهمان‌خانه هیچ‌کجا      | داکوتا                |
| ۲۰۲۰ | یادداشت عالی          | مگی شروود             |
| ۲۰۲۱ | دختر گمشده            | نینا                  |
| ۲۰۲۲ | من خوبم؟              | لوسی                  |
| ۲۰۲۲ | چاچا ریل اسموت        | دومینو                |
| ۲۰۲۲ | ترغیب                 | ان الیوت              |
| ۲۰۲۳ | ناپدیدی شر هایت       | شر هایت (صداپیشه)     |
| ۲۰۲۳ | بابایی                | گرلی                  |
| ۲۰۲۴ | مادام وب              | کساندرا وب / مادام وب |

### تلویزیون
| سال       | عنوان            | نقش           | نکته                                 |
| --------- | ---------------- | ------------- | ------------------------------------ |
| ۲۰۱۲–۲۰۱۳ | بن و کیت         | کیت فاکس      | بازیگر اصلی، ۱۶ قسمت                 |
| ۲۰۱۳      | اداره            | داکوتا        | قسمت پایانی                          |
| ۲۰۱۵      | پخش زنده شنبه شب | خودش (میزبان) | اپیزود: "داکوتا جانسون/آلاباما شیکس" |

## جوایز و افتخارات
| سال  | مراسم                                    | موضوع                                     | کار                             | نتیجه    | Ref.          |
| ---- | ---------------------------------------- | ----------------------------------------- | ------------------------------- | -------- | ------------- |
| ۲۰۱۰ | جوایز فیلم هالیوود                       | جایزه گروهی سال (همراه با بقیه بازیگران)  | شبکه اجتماعی                    | برنده    | [ ۱۲ ]        |
| ۲۰۱۰ | انجمن منتقدان فیلم سن دیگو               | بهترین اجرای گروهی                        | شبکه اجتماعی                    | نامزدشده | [ ۱۲ ]        |
| ۲۰۱۰ | انجمن منتقدان . فیلم حوزه واشینگتن دی.سی | بهترین بازی گروهی                         | شبکه اجتماعی                    | نامزدشده | [ ۱۲ ]        |
| ۲۰۱۱ | جشنواره فیلم بین‌المللی پالم اسپرینگز     | جایزه گروهی بازیگراان                     | شبکه اجتماعی                    | برنده    | [ ۱۲ ]        |
| ۲۰۱۳ | جایزه شبکه‌ای تصویر زنان                  | بهترین بازیگر زن در یک سریال کمدی         | بن و کیت                        | نامزدشده | [ ۱۲ ]        |
| ۲۰۱۴ | جایزه جوان هالیوود                       | بازیگر زن نوظهور                          | —                               | نامزدشده | [ ۱۳ ]        |
| ۲۰۱۵ | جایزه اسپاتلایت کالوین کلین              | زنان ال در هالیوود                        | —                               | برنده    | [ ۱۴ ] [ ۱۵ ] |
| ۲۰۱۶ | جایزه برگزیده مردم                       | بازیگر زن موردعلاقه برای فیلم درام        | پنجاه طیف گری                   | برنده    | [ ۱۶ ]        |
| ۲۰۱۶ | جوایز فیلم بفتا                          | جایزه ستاره ناگهانی                       | پنجاه طیف گری و عشای ربانی سیاه | نامزدشده | [ ۱۷ ]        |
| ۲۰۱۶ | جایزه تمشک طلایی                         | بدترین بازیگر زن                          | پنجاه طیف گری                   | برنده    | [ ۱۸ ]        |
| ۲۰۱۶ | جایزه تمشک طلایی                         | بدترین ترکیب نمایشی (همراه با جیمی درنان) | پنجاه طیف گری                   | برنده    | [ ۱۸ ]        |
| ۲۰۱۶ | جایزه سینمایی ام تی وی                   | بهترین اجرای ناگهانی                      | پنجاه طیف گری                   | نامزدشده | [ ۱۹ ]        |
| ۲۰۱۶ | جایزه سینمایی ام تی وی                   | بهترین بوسه (همراه با جیمی درنان)         | پنجاه طیف گری                   | نامزدشده | [ ۱۹ ]        |